# Antonella Corazza
Antonella Corazza (Travedona Monate, 27 febbraio 1965) è un'ex canottiera italiana.

## Biografia
Nata a Travedona Monate, in provincia di Varese, nel 1965, ha iniziato a remare nel 1978, a 13 anni, arrivando in nazionale 2 anni dopo.
A 19 anni ha preso parte ai Giochi olimpici di Los Angeles 1984, in due gare: il singolo, dove è stata eliminata in batteria, con il 4º posto su 5 ed il tempo di 3'55"17, e il quattro di coppia, dove ha sostituito Paola Grizzetti, chiudendo in sesta posizione in 3'21"48 insieme all'equipaggio formato anche da Alessandra Borio, Raffaella Memo, Donata Minorati e dalla timoniera Roberta Del Core.
Ha lasciato l'attività agonistica nel 1995, a 30 anni.